# Ciro Cirillo
Ciro Cirillo (Napoli, 15 febbraio 1921 – Torre del Greco, 30 luglio 2017) è stato un politico italiano.
È conosciuto principalmente per il suo rapimento da parte delle Brigate Rosse: venne rilasciato dopo la controversa trattativa Stato-camorra tra Democrazia Cristiana, Brigate Rosse, servizi segreti e Camorra.

## Biografia

### Le origini e la carriera politica
Impiegato alla camera di commercio, industria, artigianato e agricoltura a Napoli, fu un esponente della corrente di Antonio Gava della Democrazia Cristiana e negli anni sessanta ricoprì a lungo la carica di segretario provinciale del partito. Nel 1969 divenne presidente della provincia di Napoli e restò in carica fino al 1975.
Primo degli eletti della lista DC alle regionali del 1975, divenne assessore regionale all'Edilizia economica e popolare, nel 1976 all'Industria e acquedotti e nel 1978 all'Urbanistica. 
Fu eletto Presidente della Regione Campania nel settembre 1979 fino all'agosto 1980. Riconfermato quell'anno in Consiglio regionale, nel 1981 è assessore regionale ai lavori pubblici nella stessa regione. Dopo il terremoto dell'Irpinia del 1980, Cirillo diventò vicepresidente del Comitato tecnico per la ricostruzione.

### Il rapimento e liberazione

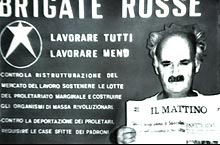
Ciro Cirillo durante la sua prigionia, dopo il rapimento ad opera delle Brigate Rosse nel 1981.

Il 27 aprile 1981 alle ore 21:45 nel proprio garage di casa di via Cimaglia a Torre del Greco, Cirillo fu sequestrato da un commando di cinque appartenenti alle Brigate Rosse, capeggiati da Giovanni Senzani. Durante il conflitto a fuoco morirono l'agente di scorta maresciallo di P.S. Luigi Carbone e l'autista Mario Cancello su un'Alfetta, mentre viene gambizzato il segretario dell'allora assessore ai lavori pubblici campano, Ciro Fiorillo. In cambio della liberazione Senzani chiese e ottenne la requisizione degli alloggi sfitti di Napoli (per sistemarvi i senzatetto), indennità per i terremotati, la pubblicazione dei comunicati e dei verbali a cui Cirillo si doveva sottomettere.
Il 24 luglio 1981 Ciro Cirillo fu rilasciato in un palazzo abbandonato in via Stadera a Poggioreale. Il giorno prima le Brigate Rosse comunicarono la liberazione perché era stato pagato un riscatto di un miliardo e 450 milioni di lire «raccolti da amici», come sostenne lo stesso Cirillo. Il pagamento del riscatto era avvenuto il 21 luglio sul tram per Centocelle a Roma ed era stato portato da un amico della famiglia proprietaria di una tv privata napoletana.
Il sequestro dell'assessore napoletano fu al centro di durissime polemiche poiché, a differenza del sequestro Moro, la DC optò per la trattativa con i terroristi, sia pur sottobanco e senza carattere di ufficialità. Coloro che nel 1978 erano favorevoli alla trattativa osservarono che il fronte della fermezza non aveva obbedito a un principio sacro e inviolabile, ma a motivazioni contingenti che furono tranquillamente trasgredite pochi anni dopo.
Cirillo rimase assessore fino a novembre, ma non restò consigliere regionale fino alla conclusione della legislatura nel 1985 perché si dimise il 16 aprile 1982, e lasciò la politica.

### Il "caso Cirillo" e le indagini del giudice Alemi

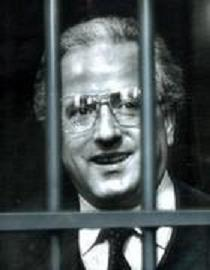
Raffaele Cutolo, capo e fondatore della Nuova Camorra Organizzata, che fu protagonista della trattativa per la liberazione di Cirillo

La sua liberazione avvenne tramite intrecci mai del tutto chiariti tra BR, la Nuova Camorra Organizzata di Raffaele Cutolo e i servizi segreti, in quel momento ancora affidati a funzionari e ufficiali iscritti alla P2, con la mediazione del faccendiere Francesco Pazienza, legato al SISMI: il 16 marzo 1982 l'Unità pubblicò un articolo della giornalista Marina Maresca in cui si parlava di un documento del Ministero dell'Interno nel quale si affermava che alcuni politici DC locali (Vincenzo Scotti e Francesco Patriarca) erano intervenuti nei negoziati incontrando Raffaele Cutolo nel carcere di Ascoli Piceno. Si trattò di un falso, fatto pervenire al quotidiano da Luigi Rotondi (personaggio ambiguo arrestato nel 1984 per presunta appartenenza alla camorra) e compilato dal criminologo Aldo Semerari che, prima di essere decapitato e ucciso, scrisse una lettera con cui si attribuiva la redazione del falso documento. Scoppiò allora il cosiddetto "caso Cirillo", che indusse il Presidente della Repubblica Sandro Pertini a fare pressioni per far trasferire il boss Cutolo al carcere dell'Asinara. Per questa vicenda, dopo alcuni anni d'indagini, il 28 luglio 1988 Carlo Alemi (giudice istruttore del Tribunale di Napoli) depositò una sentenza-ordinanza di 1.531 pagine con cui venivano rinviati a giudizio Cutolo e altri 14 imputati, dove veniva anche documentato come alcuni esponenti della DC avevano avviato una trattativa con il boss camorrista, chiamando in causa anche l'ex ministro Antonio Gava. Per tutta risposta, l'allora presidente del Consiglio Ciriaco De Mita affermò che Alemi si era posto "al di fuori del circuito istituzionale"; nel settembre 1988 il ministro della Giustizia Giuliano Vassalli aprì un'indagine disciplinare, poiché il giudice istruttore aveva indicato nel suo provvedimento i nomi degli onorevoli Flaminio Piccoli, Antonio Gava, Vincenzo Scotti e Francesco Patriarca come partecipi delle trattative. Alcuni giorni dopo il deposito della sentenza-ordinanza, inoltre, l'onorevole Vincenzo Scotti denunciò il giudice Alemi per diffamazione e abuso d'ufficio, reati dai quali verrà assolto l'anno successivo. Nel 1990 anche il CSM assolse Alemi, riconoscendo la correttezza del suo operato.

Il faccendiere Francesco Pazienza, collaboratore del SISMI che portò avanti la trattativa con la NCO

Secondo la ricostruzione del giudice Alemi, il giorno dopo il rapimento di Cirillo il SISDE chiese e ottenne l'autorizzazione per avere contatti con Cutolo, detenuto nel carcere di Ascoli Piceno. All'appuntamento si erano recati due funzionari del SISDE, Giorgio Criscuolo e Raffaele Salzano, accompagnati da Giuliano Granata (sindaco di Giugliano ed ex segretario di Cirillo) e Vincenzo Casillo, luogotenente di Cutolo. Successivamente ci furono altri incontri e nelle trattative subentrò il SISMI, nelle persone del colonnello Giuseppe Belmonte e dell'ufficiale dell'aeronautica Adalberto Titta (definito "collaboratore saltuario del SISMI", poi indicato come capo del "Noto servizio" o "Anello") nonché altre persone come Francesco Pazienza, collaboratore del SISMI, che si inserì nell'ultima fase della trattativa. Cutolo riuscì a contattare le BR attraverso i terroristi di sinistra detenuti Luigi Bosso, Emanuele Attimonelli e Sante Notarnicola (affiliati alla Nuova Camorra Organizzata), trasferiti per questo motivo nel carcere di Palmi mentre il camorrista Pasquale D'Amico (altro gregario di Cutolo) venne trasferito nel carcere di Nuoro, dove riuscì ad agganciare i brigatisti Roberto Ognibene e Alberto Franceschini. Il riscatto venne messo insieme attraverso una "colletta" promossa dagli onorevoli Patriarca e Gava tra i principali imprenditori napoletani (circostanza sempre negata dai politici DC); un altro miliardo e mezzo di lire fu raccolto con il contributo del Banco Ambrosiano di Roberto Calvi. In cambio del suo interessamento, a Cutolo furono promessi circa un miliardo e mezzo di lire, perizie psichiatriche compiacenti e una fetta degli appalti per la ricostruzione del dopo-terremoto del 1980.
Nel 1989, nel processo di primo grado scaturito dalle indagini di Alemi, il Tribunale di Napoli condannò Cutolo a due anni e dieci mesi di carcere per falso e tentata estorsione perché usò il falso documento pubblicato sull'Unità per estorcere favori allo Stato; l'ex direttore del carcere di Ascoli Piceno, Cosimo Giordano, fu invece condannato a dieci mesi mentre otto mesi furono inflitti alle guardie carcerarie Rosario Campanelli, Giorgio Manca e Salvatore Cocco; tutti gli altri imputati (compresi Luigi Rotondi e la giornalista Marina Maresca) furono assolti o prescritti. Nel 1993 il processo d'appello capovolse la sentenza di primo grado, assolvendo Cutolo e gli altri condannati, riconoscendo però l'esistenza della trattativa e le deviazioni dei servizi segreti nella vicenda.
L'esistenza di una trattativa per liberare Cirillo fu accertata già nel 1984 dal Comitato parlamentare per i servizi di informazione e sicurezza, presieduto dal senatore Libero Gualtieri, che pubblicò una relazione sul caso nella quale si affermava che "vi erano stati fatti di gravissima degenerazione e deviazione dei nostri servizi di sicurezza". Nella relazione sulla camorra, presentata nel 1993 dalla Commissione Parlamentare Antimafia presieduta da Luciano Violante, si affrontava anche il caso Cirillo, affermando che “la negoziazione, decisamente smentita nei primi tempi, è oggi riconosciuta senza infingimenti”.
Come ricostruì quindi la sentenza della Corte di Appello presieduta dal giudice Valanzuolo, Cutolo è stato davvero chiamato in causa per intervenire sulle BR; al boss sono state fatte molte promesse ma chi doveva mantenerle si è spaventato e ha fatto marcia indietro. Sentitosi tradito da chi aveva stretto accordi con lui, il capo della NCO ha voluto mandare un messaggio ai suoi interlocutori attraverso la diffusione del finto documento pubblicato su l'Unità. L'allora procuratore aggiunto Franco Roberti spiegherà qualche anno dopo in una trasmissione di Carlo Lucarelli che "in cambio della liberazione di Cirillo furono promesse alle BR armi e denaro. A Cutolo, invece, fu promesso il trasferimento carcerario di numerosi camorristi, un trattamento carcerario degli stessi più favorevole, perizie psichiatriche favorevoli, tangenti sugli appalti della ricostruzione".
Nel febbraio del 2006 in un'intervista a La Repubblica Cutolo spiegherà il ruolo che ha avuto nella vicenda Cirillo: "Mentre era in corso il sequestro vennero da me, in carcere ad Ascoli Piceno, un sacco di persone: politici, agenti dei servizi segreti, mediatori. Un influente politico della DC mi disse che dovevo intervenire con ogni mezzo per salvare la vita dell'assessore. Che in cambio avrei ottenuto il controllo di tutti gli appalti della Campania. Cirillo fu liberato ... I soldi in carcere li usavo per comprare da mangiare e da vestire ai detenuti. Anche ad Alì Agca, l'attentatore del Papa, Ma il caso Cirillo, chissà perché segnò definitivamente il mio destino per ringraziamento mi hanno mandato "in ritiro spirituale"".

### Gli ultimi anni
Vent'anni dopo il suo sequestro, Cirillo concesse un'intervista al giornalista Giuseppe D'Avanzo, in cui affermò d'aver scritto la sua verità sulla sua vicenda e di averla depositata presso il suo notaio con la volontà di volerla rendere nota solo dopo la sua morte, cosa poi smentita in un'intervista al quotidiano Il Mattino di Napoli: inoltre disse che una volta tornato in libertà il suo partito gli chiese di farsi da parte e di ritirarsi dalla politica, cosa che egli fece seppur a malincuore.

## Influenza nella cultura popolare
La vicenda del sequestro Cirillo è riportata nel romanzo Il camorrista di Giuseppe Marrazzo, al quale è ispirato il film omonimo di Giuseppe Tornatore. Nella pellicola l'episodio viene in parte modificato (lo stesso nome dell'assessore viene storpiato in Mesillo).
Al sequestro di Ciro Cirillo e al successivo omicidio di Antonio Ammaturo fu dedicata una puntata di Telefono giallo.
Del sequestro Cirillo si parla anche nel libro-intervista al suo braccio destro Giuliano Granata "Io, Cirillo e Cutolo", edito da Cento Autori, della giornalista Tonia Limatola.